# 伊博島

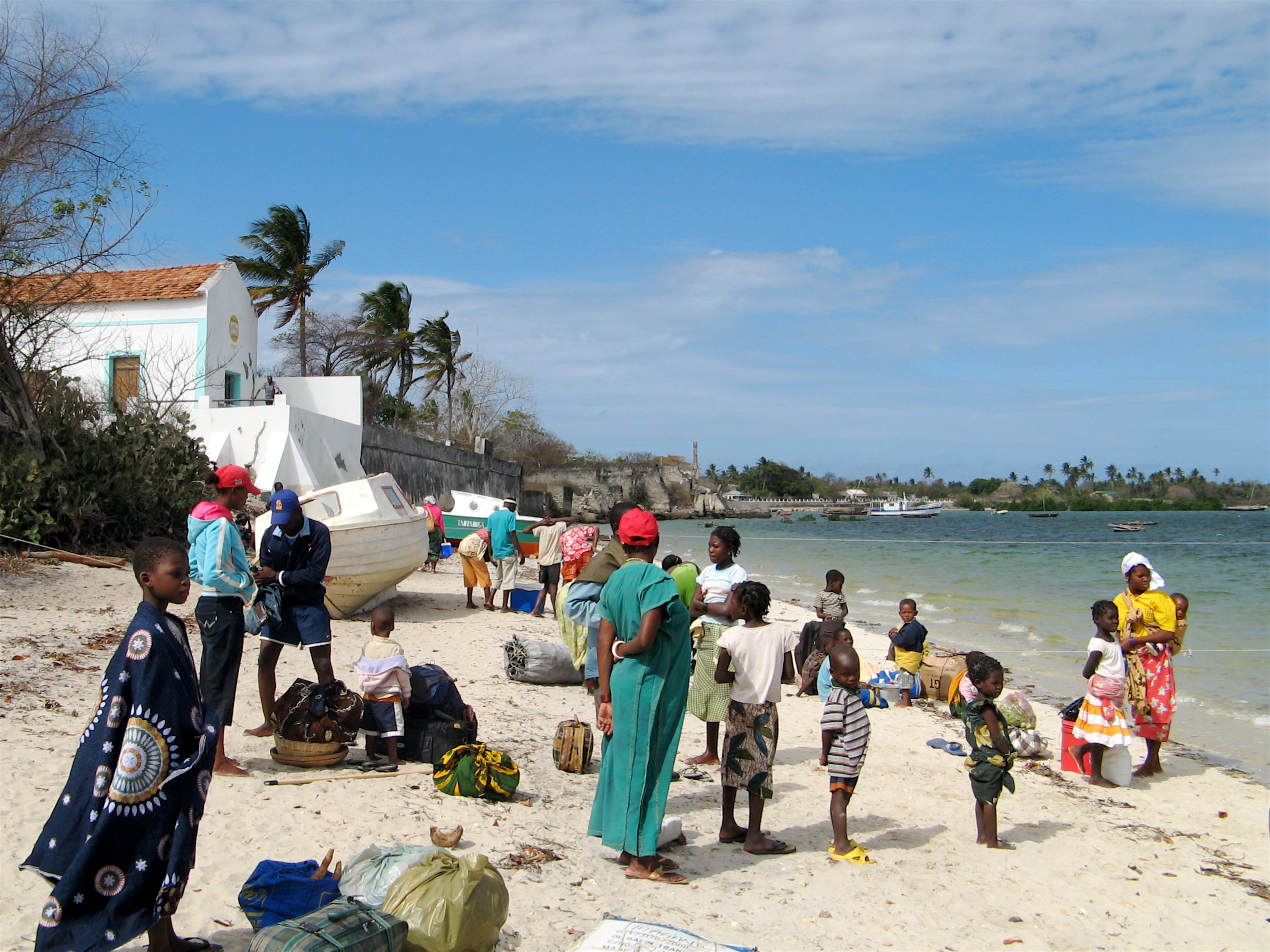

伊博島是東非國家莫桑比克的島嶼，屬於基林巴群島的一部分，由德爾加杜角省負責管轄，長4.9公里、寬4.7公里，面積9平方公里，該島被劃入奎林巴斯國家公園範圍。

## 外部連結
- Ibo Island on Wikivoyage

12°21′S 40°38′E / 12.350°S 40.633°E